# Georgina de Albuquerque
Georgina Andrade Moura de Albuquerque (Taubaté, 4 de febrero de 1885- Río de Janeiro, 29 de agosto de 1962) fue una pintora, diseñadora y profesora brasileña.

## Biografía
Comenzó sus estudios de pintura en su ciudad natal con el pintor de origen italiano Santoro Rosalbino. Así, Georgina inició su formación con un maestro de alto nivel que supo transmitir la forma correcta de usar el pincel para mezclar la pintura, aplicando las leyes de la perspectiva. 
En 1904 se incorporó a la Escuela Nacional de Bellas Artes, donde fue alumna de Henrique Bernardelli. Allí conoció al pintor Lucílio de Albuquerque, con quien se casó y siguió en 1906 a Europa, en particular a Francia, donde la pareja estuvo cinco años. 
En París, Georgina estudió en la École Nationale Supérieure des Beaux-Arts y la Académie Julian. De regreso a Brasil en 1911, participó en varias exposiciones individuales y colectivas. 
También se dedicó a la enseñanza desde 1927 en la Escola Nacional de Belas Artes, institución donde desempeñó el cargo de directora en la década de 1950.

## Obra
Algunas de sus pinturas son:
- Raio de Sol (Rayo de Sol)
- Dia de Verão (Día de Verano), c.1920
- Duas Roceiras (Dos campesinas)
- No Cafezal (En el cafetal), c.1930